# 行德浩二
行德 浩二（ぎょうとく こうじ、1965年1月28日 - ）は、静岡県出身の元サッカー選手、サッカー指導者。日本サッカー協会公認S級コーチライセンス保有。
サッカー選手の行德瑛は子にあたる。

## 来歴
ユース代表の経験を持ち、西ドイツ留学後、日本サッカーリーグのトヨタ自動車に加入し、3シーズンにわたってプレーした。Jリーグの発足を前に引退。
1994年以降、清水エスパルスのコーチングスタッフを歴任。2002年3月にJFA公認S級コーチライセンスを取得。2003年12月にはリーグ終了後に解任された大木武監督に代わってトップチーム監督に就任。天皇杯で清水をベスト4に導いた。2005年には清水エスパルスユース監督としてJユースカップに優勝した。
日本サッカー協会（JFA）のアジア貢献事業によって2008年4月にブータン代表の監督に就任し、翌年は同国U-15、U-19代表監督も兼任した。
2010シーズンより大宮アルディージャのトップチームコーチに就任。翌年はヘッドコーチを務め、同シーズン限りで契約満了。
2012シーズンよりFC岐阜の監督に就任した。2013年8月19日、成績不振により解任された。
2016年3月よりJFAアジア貢献事業の一環としてネパール代表監督を務める。2016年11月、AFCソリダリティーカップに優勝した。
2019年、JFAアジア貢献事業によりカンボジアに派遣されU-18代表、カンボジアサッカー連盟U-18アカデミー監督に就任。

## 所属クラブ
- 清水市立第五中学校
- 1980年-1982年 東海大学第一高校
- 1983年-1986年 東海大学
- 1987年-1989年  ヴェルダー・ブレーメン
- 1989年-1992年  トヨタ自動車

## 個人成績
| 国内大会個人成績 | 国内大会個人成績 | 国内大会個人成績 | 国内大会個人成績 | 国内大会個人成績 | 国内大会個人成績 | 国内大会個人成績 | 国内大会個人成績 | 国内大会個人成績 | 国内大会個人成績 | 国内大会個人成績 | 国内大会個人成績 |
| 年度             | クラブ           | 背番号           | リーグ           | リーグ戦         | リーグ戦         | リーグ杯         | リーグ杯         | オープン杯       | オープン杯       | 期間通算         | 期間通算         |
| 年度             | クラブ           | 背番号           | リーグ           | 出場             | 得点             | 出場             | 得点             | 出場             | 得点             | 出場             | 得点             |
| 日本             | 日本             | 日本             | 日本             | リーグ戦         | リーグ戦         | JSL杯            | JSL杯            | 天皇杯           | 天皇杯           | 期間通算         | 期間通算         |
| ---------------- | ---------------- | ---------------- | ---------------- | ---------------- | ---------------- | ---------------- | ---------------- | ---------------- | ---------------- | ---------------- | ---------------- |
| 1989-90          | トヨタ           |                  | JSL2部           | 3                | 0                | 0                | 0                |                  |                  |                  |                  |
| 1990-91          | トヨタ           | 28               | JSL1部           | 12               | 0                | 0                | 0                |                  |                  |                  |                  |
| 1991-92          | トヨタ           | 28               | JSL1部           | 1                | 0                | 0                | 0                |                  |                  |                  |                  |
| 通算             | 日本             | 日本             | JSL1部           | 13               | 0                | 0                | 0                |                  |                  |                  |                  |
| 通算             | 日本             | 日本             | JSL2部           | 3                | 0                | 0                | 0                |                  |                  |                  |                  |
| 総通算           |                  |                  |                  |                  |                  |                  |                  |                  |                  |                  |                  |

その他の公式戦
- 1990年
  - コニカカップ 1試合0得点
- JSL（1部）初出場：1990年10月28日 対全日空戦（トヨタ自動車東富士球技場）
- JSL（2部）初出場：1989年8月5日 対川崎製鉄戦（トヨタ自動車東富士球技場）

## 指導歴
- 1994年 - 2008年  清水エスパルス
  - 1994年 - 1996年 ユースコーチ[7]
  - 1997年 ジュニアユース監督[7]
  - 1998年 - 1999年 ユース監督[7]
  - 2000年 ジュニアユース監督[7]
  - 2001年 - 2002年8月 ユース監督[7]
  - 2002年9月 - 2003年1月 トップチームコーチ[7]
  - 2003年2月 - 2003年11月 トップチームコーチ兼サテライト監督[7]
  - 2003年12月 トップチーム監督[7]
  - 2004年 トップチームコーチ兼サテライト監督[7]
  - 2005年 - 2007年 ユース監督[7]
- 2008年 - 2009年  ブータン代表：監督
- 2010年 - 2011年  大宮アルディージャ
  - 2010年 トップチームコーチ[7]
  - 2011年 トップチームヘッドコーチ[7]
- 2012年 - 2013年8月  FC岐阜 トップチーム監督
- 2014年　静岡大学：監督
- 2015年  アーントーンFC：監督
- 2016年 - 2018年  ネパール代表：監督
- 2019年 -  U-18カンボジア代表・U-18アカデミー：監督

## 監督成績
| 年度 | 所属 | クラブ | リーグ戦 | リーグ戦 | リーグ戦 | リーグ戦 | リーグ戦 | リーグ戦 | カップ戦   | カップ戦 |
| 年度 | 所属 | クラブ | 順位     | 勝点     | 試合     | 勝       | 分       | 敗       | ナビスコ杯 | 天皇杯   |
| ---- | ---- | ------ | -------- | -------- | -------- | -------- | -------- | -------- | ---------- | -------- |
| 2003 | J1   | 清水   | -        | -        | -        | -        | -        | -        | -          | 準決勝   |
| 2012 | J2   | 岐阜   | 21位     | 35       | 42       | 7        | 14       | 21       | -          | 2回戦    |
| 2013 | J2   | 岐阜   | 22位     | 24       | 29       | 6        | 6        | 17       | -          | -        |

- 2013年は解任時点の成績。